# Þórshamar

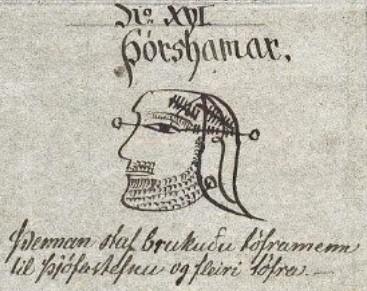
Þórshamar im Huld-Manuskript

Der Þórshamar (isländisch für „Thorshammer“) ist ein isländisches magisches Zeichen, das in einigen Grimoires aus dem 19. Jahrhundert abgebildet und erklärt wird. Er gehört zu den sogenannten Galdrastafir (isländisch Plural von galdrastafur: „Zauberstäbe“, „Zauberzeichen“). Erstmals ist der Þórshamar im Huld-Manuskript, einem Grimoire von 1860, zu finden. Auch das Galdrakver-Manuskript und das Galdrastafir-Manuskript beschreiben ihn.

## Vorkommen

### Huld-Manuskript 1860
Der erste bekannte historische Nachweis findet sich im Huld-Manuskript. Der Inhalt wurde 1860 von dem isländischen Gelehrten Geir Vigfússon (1813–1880) zusammebgestellt. Die Handschrift enthält insgesamt 30 in römischen Zahlen durchnummerierte Symbole. Die Seite 56 zeigt unter der Nummer XVI eine Abbildung mit der Bezeichnung Þórshamar. Abgebildet ist jedoch nicht der eigentliche Thorshammer, sondern der Kopf eines Diebes; seine Augen werden durch eine Nadel durchbohrt, um sie zu verletzen und ihn als Strafe blind zu machen – es sei denn, er bereut vorher noch und gibt das Diebesgut zurück. Auch wenn der Thorshammer nicht abgebildet ist, wird das Zauberzeichen dennoch auf den germanischen Gott Thor bezogen; er ist auserwählt, um den Dieb zu bestrafen.
Unter der Abbildung des Þórshamar-Zeichens ist die Verwendung des Symbols beschrieben:
„Þennan staf brukuðu töframenn til þjófa stefnu og fleiri töfra.“

Übersetzung: „Dieses Zeichen verwendeten Zauberer, um Diebe zu entlarven und für anderen Zauber.“

### Galdrakver-Manuskript 1868/69

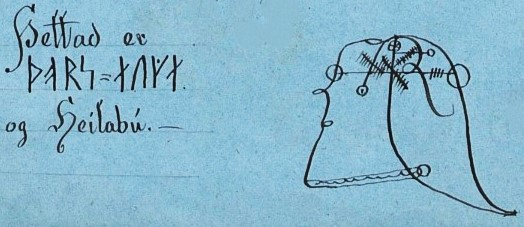
Þórs-auga im Galdrakver-Manuskript

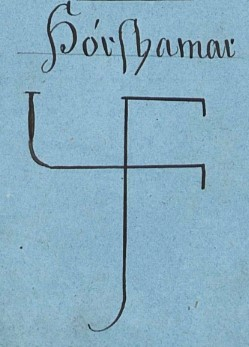
Þórshamar im Galdrakver-Manuskript

Im isländischen auf blauem Papier verfassten Galdrakver-Manuskript („galdrakver“ isländisch „Zauberer“) von Olgeir Geirsson (1842–1880) sind zwei verschiedene Galdrastafir, die mit Thor in Verbindung gebracht werden, zu finden.
Auf Seite 22 ist unter der Nummer 18 – wie im Huld-Manuskript – der Kopf des Diebes abgebildet. Die Nadel geht ebenfalls wieder durch die Augen und durch das Gehirn. Das magische Zeichen wird hier allerdings mit mittelalterlichen Runen als Þórs-auga („Thors-Auge“) statt als Þórshamar benannt.
Beschriftung: „Þettað er Þórs-auga og Heilabú.“

Übersetzung: „Dies ist das Thors-Auge und Gehirn.“
In der gleichen Handschrift befindet sich auf Seite 38 unter der Nummer 55 ein zweites Þórshamar-Zeichen. Dieses Mal ist jedoch ein stilisierter Thorshammer dargestellt. Außer der Benennung des Zeichens ist keine weitere Erklärung beigefügt. Es wird Thors berühmte Waffe als magisches Symbol dargestellt, um einen Dieb zu bestrafen.

### Galdrastafir-Manuskript I – etwa 1915

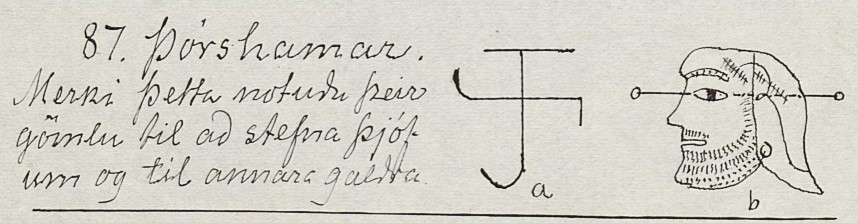
Galdrastafir-Manuskript I: beide Varianten des Þórshamar-Zeichens

Der isländische Pfarrer, Volkskundler und Schriftsteller Jónas Jónasson (1856–1918) zeigt in seiner Sammlung von 430 gesammelten magischen Zeichen den Þórshamar-Galdrastafur in beiden bekannten Varianten, nämlich als stilisierten Thorshammer und als Kopf des Diebes mit der Nadel durch Auge und Gehirn. Die Darstellung des Diebes ähnelt unverkennbar der Abbildung im Huld-Manuskript. Beide Varianten sind unter der Nummer 87 im Galdrastafir-Manuskript I dargestellt.
Beschreibung der beiden Symbole:
„Þórshamar. Merki þetta noturðu þeir gömlu til ad stefna þjóf um og til annare galdra.“

Übersetzung: „Thorshammer. Die Alten benützten dieses Zeichen, um Diebe zu beschwören und für andere Zauber.“

## Mythologischer Hintergrund
In der þrymskviða, einem Lied der Älteren Edda, wird vom Diebstahl von Thors Hammer durch den Eisriesen Thrym berichtet. Die Auswahl Thors, Diebe zu bestrafen und ihnen das Augenlicht zu nehmen, „ist wahrscheinlich ein Hinweis auf den Mythos, in dem der Eisriese Thrym, als er Thor schlafend auf einer Lichtung fand, beschloss, seinen kostbaren Hammer zu stehlen...“ Durch eine List „holte Thor seine Waffe zurück und verwüstete alles. Er bestrafte denjenigen, der es gewagt hatte, ihn auszurauben, mit Hammerschlägen.“